# Lądowisko Olkusz-Szpital
Lądowisko Olkusz-Szpital – lądowisko sanitarne w Olkuszu, w województwie małopolskim, położone przy ul. 1000-lecia 13. Przeznaczone jest do wykonywania startów i lądowań śmigłowców sanitarnych i ratowniczych o dopuszczalnej masie startowej do 5700 kg w dzień i w nocy.
Zarządzającym lądowiskiem jest Nowy Szpital Sp. z o.o. w Olkuszu. W roku 2015 zostało wpisane do ewidencji lądowisk Urzędu Lotnictwa Cywilnego pod numerem 316
Koszt wybudowania lądowiska wyniósł ok. 2 mln zł.